# Arrawarra
Arrawarra ist ein Vorort von Coffs Harbour in New South Wales, Australien. Er ist Teil des lokalen Verwaltungsgebiets (LGA) Coffs Harbour City. Während der Volkszählung 2021 lebten dort 519 Personen.

## Geografie
Das Strandgebiet von Arrawarra, grenzt im Norden und Westen an Corondi Beach und im Süden bis etwa ans Arrawarra Headland. Der 2,2 Kilometer lange Strand an der australischen Ostküste hat keinen eigenen Namen, sondern ist ein Teil des Condi Beach.

### Arrawarra Creek
Der Arrawarra Creek, ein Ästuar, hat zwischen Arrawarra und Arrawarra Headland ein etwa 200 breites Mündungsgebiet in den Pazifik. Das Ästuar ist in guter ökologischer Verfassung und hat für die lokalen Aborigines große kulturelle Bedeutung.